# Coniothecium complanatum
Coniothecium complanatum är en svampart som först beskrevs av Christian Gottfried Daniel Nees von Esenbeck, och fick sitt nu gällande namn av Pier Andrea Saccardo 1879. Coniothecium complanatum ingår i släktet Coniothecium, divisionen sporsäcksvampar och riket svampar.   Inga underarter finns listade i Catalogue of Life.